# Amiria Rule
Amiria Juanita Mahana Dannelle Marsh coniugata Rule (Melbourne, 17 maggio 1983) è un'ex rugbista a 15 neozelandese, nota come Amiria Marsh e, dopo il matrimonio, come Amiria Rule; con le Black Ferns ha partecipato, nel ruolo di centro e talora di estremo, a tre edizioni della Coppa del Mondo vincendone due.

## Biografia
Nata a Melbourne, in Australia, in una famiglia della iwi maori Ngāi Tahu, crebbe con sua madre in Nuova Zelanda a Temuka, villaggio vicino Timaru, dall'età di cinque anni, per poi sostenere gli studi superiori a Christchurch.
Impegnata in vari sport già dall'adolescenza, scartò la pallacanestro in favore del rugby e soprattutto del cricket, disciplina nella quale rappresentò Canterbury a livello provinciale femminile e per la cui nazionale avrebbe dovuto essere selezionata; avendo tuttavia già esordito per le Black Ferns a settembre 2000 contro il Canada a Winnipeg, scelse definitivamente di dedicarsi alla palla ovale.
Fu selezionata per la Coppa del Mondo 2002 in Spagna in cui la Nuova Zelanda difese con successo il proprio titolo di campione del mondo, battendo in finale l'Inghilterra; quattro anni più tardi la giocatrice, ancora nota con il cognome da nubile di Marsh, fu tra le protagoniste della riproposizione della stessa finale del 2002: a Edmonton, in Canada, fu l'ultima marcatrice dell'incontro che le Black Ferns vinsero per 25-17 sulle inglesi.
Nel 2010 fu convocata per la sua terza Coppa del Mondo, in programma in Inghilterra ma, a causa di un infortunio al ginocchio, fu rimpiazzata in rosa dalla veterana Anna Richards, ormai da 4 anni assente dal rugby internazionale.
Per quasi due anni si dedicò solo all'insegnamento e non disputò incontri internazionali e per tutto il 2012 fu indisponibile per la nazionale, ma fu richiamata per la serie di test match del 2013 contro l'Inghilterra; anche per la Coppa del Mondo 2014 in Francia fu tra le convocate del commissario tecnico; fuori dalle prime quattro, la Nuova Zelanda accedette ai playoff per le posizioni di rincalzo nella cui semifinale contro il Galles Rule marcò l'ultima delle sue 11 mete internazionali; la finale per il quinto posto, vinta 55-5 contro gli Stati Uniti, fu l'ultima partita di Amiria Rule che aveva già annunciato il ritiro prima della competizione, tornando a tempo pieno all'attività di insegnante a Christchurch.

## Palmarès
- Coppe del mondo: 3
Nuova Zelanda: 2002, 2006